# Johannes Quint
Johannes Quint (* 26. Oktober 1963 in Bonn) ist ein deutscher Komponist und Videokünstler.

## Leben und Wirken
Quint studierte ab 1982 zunächst an der Rheinischen Friedrich-Wilhelms-Universität Bonn Musikwissenschaften und Philosophie. Im Jahr 1985 begann er ein Studium der Komposition bei Günther Becker an der Robert Schumann Hochschule Düsseldorf und bei Friedrich Jaecker an der Hochschule für Musik und Tanz Köln. Dieses Studium setzte er dann 1990 bei Hans Zender an der Musikhochschule Frankfurt fort, mit Diplom-Abschluss 1993 im Fach Komposition.
Quint erhielt mehrere Stipendien, unter anderem 1992 von der Hessischen Kulturstiftung, 1993/94 vom  Berliner Senat, 1995 vom Verein Frankfurter Künstlerhilfe e. V., zweckgebunden für die Teilnahme an der Wittlicher Woche Neuer Vokalmusik, sowie 2000/2001 ein Arbeitsstipendium des Landes Bayern für einen Jahresaufenthalt im Internationalen Künstlerhaus Villa Concordia in Bamberg.
Quint erhielt Kompositionsaufträge unter anderem für das Camerata Quartett Warschau im Rahmen der Frankfurter Feste 1992, für das Ensemble Modern 1993 und für die MusikFabrik NRW anlässlich der Musik-Biennale Berlin 1995. Im Jahr 1998 war er Preisträger beim Komponistenseminar des Klangforums Wien, ein Jahr später wurde er ausgewählt für das Komponistenseminar im Künstlerhaus Boswil. Seine Werke werden von bedeutenden Ensembles aus dem Bereich der Neuen Musik aufgeführt und sowohl für den Rundfunk und als auch für CDs eingespielt.
Quint wurde 1996 Dozent für Musiktheorie und Computermusik an der Musikhochschule Frankfurt und zudem ab 1998 an der Musikhochschule Köln, wo er im Jahr 2009 zum Professor für Musiktheorie ernannt wurde und an der Abteilung Aachen lehrt. Schwerpunkte seiner musiktheoretischen Arbeit sind die Werke des 20. Jahrhunderts, insbesondere Werke aus Nordamerika, sowie die Werke Frédéric Chopins.
Quints kompositorischer Fokus war ursprünglich auf Arbeiten für traditionelle Instrumente gerichtet. Seit 2014 hat er sein künstlerisches Interesse auf die Verbindung von Musik und experimentellem Animationsfilm verlegt.

## Werke (Auswahl)

### Kompositionen
- Siehe Werksliste mit Hörbeispielen

### Publikationen
- Eklektizismus und Experiment - ›Just Intonation‹ in Ben Johnstons späten Streichquartetten, In: Zeitschrift  der Gesellschaft für Musiktheorie 13/1, 2016
- Klang in Chopins Prélude op. 28, Nr. 2, In: Zeitschrift  der Gesellschaft für Musiktheorie 3/2, 2006 pdf; 39547 Bytes
- Unendliche Skepsis: Offene Form in Chopins Mazurken In: Zeitschrift der Gesellschaft für Musiktheorie. 7/3, 2010 pdf; 24290 Bytes